# Нурос (газоконденсатне родовище)
Нурос — офшорне газоконденсатне родовище в єгипетському секторі Середземного моря. Розташоване на мілководді біля дельти Нілу, за два десятки кілометрів на північний схід від околиць Александрії.

## Загальна характеристика
Родовище відкрили у липні 2015-го на ліцензійній ділянці Abu Madi West унаслідок спорудження свердловини Nidoco NW2 Dir NFW (така назва пояснювалась її розташуванням на північній захід від малого родовища Нідоко, яке знайшли за кілька десятиліть до того на прибережній ділянці). 
Поклади вуглеводнів виявили на глибині 3600 метрів під морським дном у відкладеннях мессінського ярусу (міоцен). Вони пов’язані із формацією Абу-Маді, що сформувалась шляхом заповнення флювіально-дельтовими пісковиками флювіальної палеодолини, яка виступила на поверхню в умовах різкого зниження рівня моря. Відкриття Нуроса підтвердило наявність ще одного продуктивного тренду у офшорній частині цієї палеодолини, на додачу до відкритих у 1990-х родовищ блоку Балтім (при цьому у верхній частині палеодолини, яка вже заходить під дельту Нілу, колись відкрили гігантське родовище Абу-Маді — перше в історії газоносного басейну дельти Ніла).
Окрім відкладів міоцену на Нуросі виявили наявність вуглеводнів у породах пліоцену.
Запаси родовища первісно оцінили у 15 млрд.м3. Проте станом на 2016 рік продовжувалась дорозвідка, під час якої свердловини Nidoco NW3 та Nidoco North 1X перетнули суттєві (43-65 метрів) газонасичені інтервали того ж мессінського ярусу. Тому від Нурос очікували суттєвого (до 4 разів) зростання ресурсної бази.
Разом з відкритим у той же період родовищем Південно-Західний Балтім родовище Нурос складає групу, відому як "Великий Нурос".

## Розробка
Видобуток на Нуросі почався вже у році відкриття, чому сприяла наявність поблизу відповідної інфраструктури, зокрема, газопереробного заводу Абу-Маді. Видачу продукції організували за допомогою трубопровідної системи Нурос – Абу-Маді.
В кінці 2016 року добове виробництво газу з Нуроса досягнуло 25 млн.м3, при цьому планувалось у 2017-му вийти на рівень понад 28 млн.м3.
Розробку Нурос здійснюють компанії Eni (75 %) та ВР (25 %). 